# Kim Dzsiszu (színművész)
Kim Dzsiszu (hangul: 김지수, handzsa: 金志洙, RR: Kim Ji-su; 1993. március 30.–), művésznevén Dzsi Szu (Ji Soo), dél-koreai színész.

## Tanulmányai
Az általános iskolában Dzsi Szu dzsúdósportoló volt és országos szinten versenyzett, mielőtt sérülések miatt feladta volna.  A JYP Entertainmentnél 2012-ben színész-gyakornok volt. 

## Pályafutása
Dzsi Szu 2009-ben debütált a színpadon, majd több rövid filmben is szerepelt, többek között vezető szerepet töltött be a koreai-fülöp-szigeteki Seoul Mates című független filmben.  Először a 2015-ös Angry Mom című középiskolás drámában szerzett elismerést. 
Ezután a Palcshikhage Go Go (Balchikhage Go Go) című televíziós sorozatban játszott (2015), a Page Turner (2016) és Tari jonin – Pobogjongsim rjo (2016) sorozatokban; valamint a Kulrori Dei (2016) című filmben. 
2017-ben szerepelt a JTBC Himsszenjodzsa To Bongszun című fantasy-romantikus vígjátékában, ahol egy szenvedélyes újonc rendőrt alakított. Ezután az OCN Nappun Njoszoktul: Agi Toszi című bűnügyi drámájában játszott.
2018-ban Dzsi Szu szerepelt a JTBC különleges Ping Pong Ball című drámájában,  és a Netflix My First First Love című ifjúsági romantikus drámájában. 
2020-ban Dzsi Szu szerződést írt alá a KeyEast-tal. 
2021-ben Dzsi Szu főszerepet kapott a a Tari Ttunun Kang (Moon Rising River) című szaguk drámasorozatban, de a 6. rész után, március 5-től kezdően már nem szereplője, miután a botránya miatt kikerült a szereplőkből.  

## Magánélete
Dzsi Szu 2016. szeptember 13-án akut osteomyelitis (csont- vagy csontvelőgyulladás, általában fertőzés miatt) műtéten esett át.   Szeptember 27-én visszatért a Fantastic forgatásához, és október 1-jén hivatalosan elbocsátották a kórházból. 
A BYH48 néven ismert hírességek baráti társaságának része, amely az EXO Szuhoja, Rju Dzsunjol, Pjon Johan, I Donghü és egyebekből áll. A nevet rajongóik találták ki, a BYH Pjon Johanra – a csoport vezetőjére utal, a 48 pedig az AKB48 japán idolegyüttes paródiája.   Dzsi Szu Nam Dzsuhjok színész társával is a legjobb barátok. 

#### A 2021-es botrány
2021. március 3-án közösségi posztok sorozata zaklatással és egyéb vádakkal vádolta meg a színművészt. Nem sokkal később, egy magát Dzsi Szu korábbi, 2006-2008 közötti osztálytársának valló személy szintén megvádolta a színművészt zaklatással és egyéb vádakkal. Ezután ügynöksége, a KeyEast bejelentette, hogy további vizsgálatot csinál ebben az ügyben.
Március 4-én a színművész egy hosszú, kézzel írt bocsánatkérő levelet posztolt ki az Instagram-oldalára, amiben leírta hogy minden vád igaz és bocsánatot kér mindenkitől akit ő általa szenvedés ért.
A végső megbizonyosodással együtt a színészt lecserélik a Tari Ttunun Kang (Moon Rising River) című szaguk drámasorozatban, amit a KBS szóvivője jelentett be. 

## Filmográfia

### Film
| Év   | Cím                             | Szerep                  | Megjegyzések | Ref.  |
| ---- | ------------------------------- | ----------------------- | ------------ | ----- |
| 2007 | Beastie Boys                    |                         |              |       |
| 2010 | Boy in Pain (Szonjonun Köropta) |                         | Rövidfilm    |       |
| 2014 | Han Gong-ju                     | Min-ho bandájának tagja |              |       |
| 2014 | Seoul Mates                     | Joon                    | Indie Film   |       |
| 2014 | Adult (Oruni)                   |                         | Rövidfilm    |       |
| 2014 | More Than (Poda)                |                         | Rövidfilm    |       |
| 2016 | Kulrori Dei                     | Yong-bi                 |              | [ 9 ] |

### Televíziós sorozatok
| Év        | Cím                                                                                                | Adó           | Szerep                     | Megjegyzések                 | Ref.   |
| --------- | -------------------------------------------------------------------------------------------------- | ------------- | -------------------------- | ---------------------------- | ------ |
| 2012      | Arumdaun Kudeege (To the Beautiful You (Areumdaun Geudaeege)                                       | SBS           | diák                       | Cameomegjelenés              |        |
| 2012      | Family                                                                                             | KBS           | Han Song-yi                | Cameomegjelenés (Epizód 45)  |        |
| 2014      | Love Frequency 37.2 (Sarang Jupasu Samsipchiljjomi, Szarang Csuphaszu 37.2)                        | MBC Every 1   | Go Dong-hee exbarátja      | Cameomegjelenés (Epizód 3)   |        |
| 2015      | Angry Mom                                                                                          | MBC           | Go Bok-dong                |                              | [ 3 ]  |
| 2015      | Palcshikhage Go Go (Cheer Up! (Balchikage Go Go)                                                   | KBS2          | Seo Ha-joon                |                              | [ 6 ]  |
| 2016      | Page Turner                                                                                        | KBS2          | Jeong Cha-sik              | Drama Special                | [ 7 ]  |
| 2016      | Doctors                                                                                            | SBS           | Kim Soo-cheol              | Guest (Episodes 1-3, 5, 7-8) | [ 27 ] |
| 2016      | Tari jonin – Pobogjongsim rjo (Moon Lovers: Scarlet Heart Ryeo (Darui yeonin – Bobogyeongsim ryeo) | SBS           | Wang Jung                  |                              | [ 28 ] |
| 2016      | Fantastic                                                                                          | JTBC          | Kim Sang-wook              |                              | [ 29 ] |
| 2016      | Joktojodzsong Kim Bokcsu (Weightlifting Fairy Kim Bok-joo (Yeokdo-yojeong Gim Bok-ju)              | MBC           | Bok-joo egyik dolgozótársa | Cameomegjelenés (Epizód 11)  | [ 30 ] |
| 2017      | Himsszenjodzsa To Bongszun (Strong Girl Bong-soon (Himssenyeoja Do Bong-sun)                       | JTBC          | In Gook-du                 |                              | [ 10 ] |
| 2017–2018 | Nappun Njoszoktul: Agi Toszi (Bad Guys 2 (Nappeun Nyeoseokdeul: Akui Doshi)                        | OCN           | Han Kang-joo               |                              | [ 11 ] |
| 2018      | Ping Pong Ball                                                                                     | JTBC          | Kim Young-joon             | Drama Festa                  | [ 12 ] |
| 2019      | My First First Love                                                                                | Netflix       | Yun Tae-oh                 |                              | [ 13 ] |
| 2020      | Nega Kadzsang Jepposszultte (When I Was The Prettiest (Naega gajang yeppeoss-eulttae)              | MBC           | Seo-hwan                   |                              | [ 31 ] |
| 2020      | Amanza                                                                                             | Daum Kakao TV | Park Dong Myung / Amanza   |                              | [ 32 ] |
| 2021      | Tari Ttunun Kang (The Moon Rising River (Dari tteuneun gang)                                       | MBC           | On Dal                     | Csak 6 részben szerepelt     | [ 33 ] |

### Websorozatok
| Év   | Cím       | Szerep | Megjegyzések     | Ref.   |
| ---- | --------- | ------ | ---------------- | ------ |
| 2015 | Lunch Box | Yong   | K-Food Fair 2015 | [ 34 ] |

### Varietéműsorok
| Év   | Cím                | Adó     | Megjegyzések | Ref.   |
| ---- | ------------------ | ------- | ------------ | ------ |
| 2016 | Celebrity Bromance | MBig TV | Szereplő     | [ 35 ] |
| 2016 | My Ear's Candy     | tvN     | Szereplő     | [ 36 ] |

### Zenei videóbeli szereplések
| Év   | Dal címe          | Előadó      | Ref.   |
| ---- | ----------------- | ----------- | ------ |
| 2018 | "Wind" (바람사람) | Bolbbalgan4 | [ 37 ] |

## Színházi szerepek
| Év   | Cím                                      | Ref. |
| ---- | ---------------------------------------- | ---- |
| 2009 | Bong-sam Wasn't There                    |      |
| 2010 | The Dreamers                             |      |
| 2010 | Monster                                  |      |
| 2010 | Controlled Experiments on Human Subjects |      |
| 2010 | 13th Hero                                |      |
| 2011 | Soulmates                                |      |
| 2012 | A Fool for Children                      |      |

## Díjak és jelölések
| Év   | Díj                          | Kategória                                                | Jelölt munka                                                                 | Eredmény | Ref.   |
| ---- | ---------------------------- | -------------------------------------------------------- | ---------------------------------------------------------------------------- | -------- | ------ |
| 2015 | 34th MBC Drama Awards        | Best New Actor in a Miniseries                           | Angry Mom                                                                    | Jelölve  |        |
| 2015 | 34th MBC Drama Awards        | Best Couple Award (Kim Hiszun-nal)                       | Angry Mom                                                                    | Jelölve  |        |
| 2016 | 11th Max Movie Awards        | Rising Star Award                                        | N/A                                                                          | Elnyerte | [ 38 ] |
| 2016 | 37th Blue Dragon Film Awards | Best New Actor                                           | Kulrori Dei                                                                  | Jelölve  |        |
| 2016 | 30th KBS Drama Awards        | Excellence Award, Actor in a One-Act/Special/Short Drama | Page Turner                                                                  | Jelölve  |        |
| 2016 | 30th KBS Drama Awards        | Best New Actor                                           | Page Turner                                                                  | Jelölve  |        |
| 2017 | 53rd Baeksang Arts Awards    | Best New Actor (Television)                              | Himsszenjodzsa To Bongszun (Strong Girl Bong-soon (Himssenyeoja Do Bong-sun) | Jelölve  |        |
| 2017 | 22nd Chunsa Film Art Awards  | Best New Actor                                           | Kulrori Dei                                                                  | Jelölve  |        |
| 2017 | 2nd Asia Artist Awards       | Rising Star Award                                        | N/A                                                                          | Elnyerte | [ 39 ] |
| 2018 | 13th Soompi Awards           | Best Supporting Actor in the male category               | Himsszenjodzsa To Bongszun (Strong Girl Bong-soon (Himssenyeoja Do Bong-sun) | Jelölve  |        |

## Külső linkek
- Ji-soo a Prain TPC-nél
- Ji Soo a HanCinemában
- Ji Soo az Internet Movie Database oldalon (angolul)

## Fordítás
Ez a szócikk részben vagy egészben  a   Ji Soo című angol Wikipédia-szócikk ezen változatának fordításán alapul.  Az eredeti cikk szerkesztőit annak laptörténete sorolja fel. Ez a jelzés csupán a megfogalmazás eredetét és a szerzői jogokat jelzi, nem szolgál a cikkben szereplő információk forrásmegjelöléseként.